# Ludwig von Anka
Ludwig von Anka, även känd som morbror Ludwig (orig. Ludwig von Drake), är en tecknad figur i Kalle Ankas universum, som skiljer sig från många andra figurer genom att han debuterade i ett tv-program. Han skapades för Disneys tv-show "An Adventure in Color" som sändes 1961. Disneys redaktörer uppmanade sedan serietecknarna att introducera honom i de tecknade Kalle Anka-serierna.
Ludwig von Anka är den typiska invandrade tysk-österrikiska vetenskapsmannen, allvetande men tankspridd. 
Carl Barks använde honom bara en enda gång, i en kort skämtserie, men i Al Taliaferros dagstidningsstrippar började han uppträda regelbundet. Sedan dess har han varit en återkommande, men numera alltmer sällsynt gäst i de europeiska Kalle Anka-tidningarna. Ludwig fick dock en mindre renässans i och med den tecknade TV-serien Quack Pack.
Ludwigs släktskap till Kalle Anka har aldrig blivit klargjort. Han sägs vara från Österrike och kallas ofta för Kalles morbror. Det svenska namnet till trots behöver han inte vara av samma blod som Joakim von Anka, då Ludwig på originalspråket engelska heter von Drake i efternamn, medan Joakim heter McDuck. Ludwig hävdas ibland - framför allt av tecknaren Don Rosas fans - vara Joakim von Ankas svåger, då han ska vara gift med dennes syster Matilda (vilket skulle göra honom till en ingift morbror till Kalle), men detta är inte bekräftat. Då Rosa konstruerade Kalle Ankas släktträd, ville han ha Ludwig som Matildas make, men många andra inblandade, inklusive Carl Barks, motsatte sig detta.